# Sancho III Garcés di Navarra
Sancho Garcés, detto il Grande (el Grande, el Mayor) (Sancho anche in spagnolo, in aragonese, in portoghese e in galiziano, Sanç, in catalano e Antso in basco; 990 circa – La Bureba, 18 ottobre 1035), fu re di Pamplona e conte di Aragona dal 999 al 1035 e conte di Sobrarbe e Ribagorza dal 1018 al 1035, conte consorte di Castiglia, dal 1029 al 1032, e infine conte di Castiglia dal 1032 al 1035.

## Origine
Sancho, secondo lo storico basco Jean de Jaurgain, come riporta nel suo La Vasconie, era figlio del re di Pamplona García II Sánchez e di Jimena Fernández, figlia del conte Fernando Vermúndez (discendente del re delle Asturie Ordoño I) e della moglie Elvira; la discendenza da Fernando Vermúndez viene confermata dal documento n° V del Cartulario del Monasterio de Eslonza, Parte 1, inerente una donazione del suo pronipote, Alfonso VI.

García II Sánchez, ancora secondo lo storico basco Jean de Jaurgain, era figlio del re di Pamplona Sancho II Abarca e della cugina di suo padre Urraca di Castiglia, che, secondo il codice di Roda, era figlia del conte di Castiglia Fernán González e di Sancha Sánchez di Pamplona (900-955 circa), figlia, secondo il codice di Roda del re di Pamplona Sancho I Garcés e di Toda di Navarra,, la figlia di Aznar Sánchez, signore di Larraun e di Oneca Fortúnez, la figlia del Re di Pamplona Fortunato Garcés e di Oria.

## Biografia

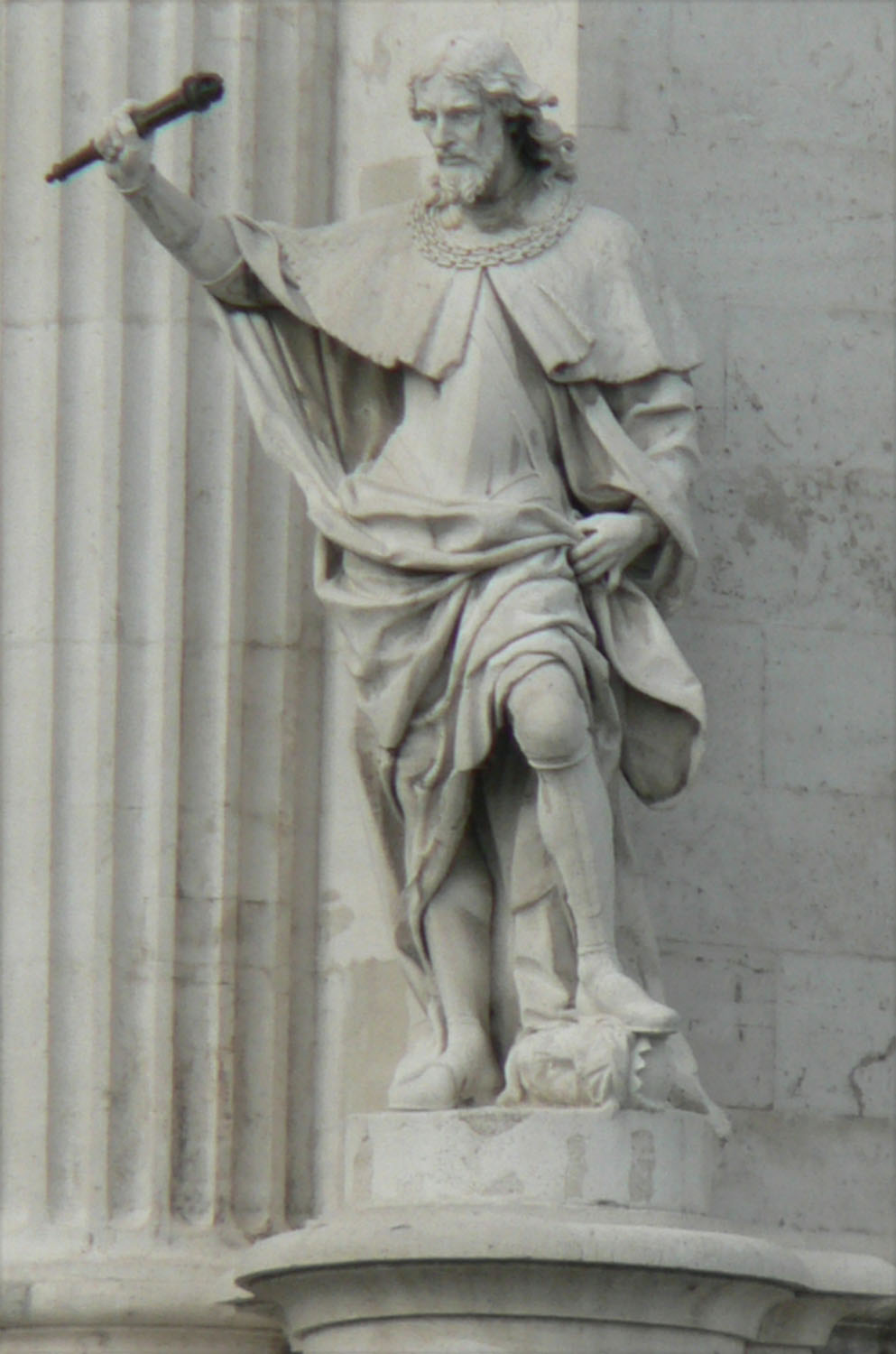
La statua di Sancho sulla facciata nord del Palazzo reale di Madrid.

Arrano beltza (l'Aquila Nera), simbolo della Navarra durante il regno di Sancho il Grande.

La penisola iberica nel 1000.

Sancho, assieme ai genitori, García II e Jimena, e alla nonna paterna, Urraca di Castiglia, fu citato in due donazioni al Monastero di San Millán de la Cogolla, nel 996 e nel 997.
Suo padre, García II Sánchez, morì, dopo aver dato il suo appoggio al conte di Castiglia Sancho Garcés, che aveva ottenuto l'appoggio anche del re del León Alfonso V e del conte di Saldaña García Gómez de Carrión. Alla battaglia di Cervera de Pisuerga, nella Provincia di Palencia, nel luglio del 1000, Sancho Garcés e il conte di Saldaña subirono una cocente sconfitta e persero la vita.

Sancho, di circa dieci anni, gli succedette sul trono di Pamplona come Sancho III, sotto tutela della madre, della nonna, Urraca Fernández di Castiglia e di un consiglio di reggenza, formato da nobili e dall'alto clero, sino a quando, dopo qualche anno (1005), esercitò direttamente il potere.
IL CONSIGLIO DEI DODICI DIGNITARI DEL RE

Da i “Commentarios de las Cosas de Aragon”, obra escritta en latin por Jeronimo De Blancas, cronista del regno, y traducida al Castellano por el P. Manuel Hernandez, de las esquelas pias (ZARAGOZA 1878), si rileva la presenza di due importanti “Privilegi Reali” del Regno di Aragona, pubblicati in successione, pp. 79,80,81.
Il primo “Privilegio Reale” ha come oggetto una importante donazione, fatta da parte dei sovrani, Sancho Abarca e Urraca Regina, di un vasto territorio “al monasterio del santísimo Bautista de Cristo, Juan de la Peña”.

Il secondo “Privilegio Reale”, articolato in due disposizioni, ha come argomento la donazione, stilata dal notaio “Uviberto”, rivolta in favore degli abitanti di un castello con estesi possedimenti.
Nella seconda parte del Privilegio, dopo il “Signo del rey Sancho”, segue: “Hecha la carta de donacion o confirmacion en la era 971 mes de Agosto: “Presentes el obispo D. Essescuto de Leon: (Il Consiglio dei dodici Dignitari del re): y Exmen Borrazmio Alcayt: y Alin Gualit: y Galindez Lobar: y Sancho Manchon: y Martin Gallindez: y Patrevita: y Gaiet Lobar: y Garcia Neriz: y Pedro Ioans: y Galin Enecos: y Aznar Lopez: y Ferriz Maza”.
“Yo Maza de Lisavi escribi (Notaio) esta cartilla por mandado de mi Senor rey, y con mi mano este signo hice.”

Spostò la residenza reale da Pamplona a Nájera (perché Pamplona, nell'anno 1000, era stata saccheggiata dalle truppe di Almanzor) e si aprì subito a una politica di scambi, politici, religiosi ed intellettuali con il ducato di Guascogna, che lo porterà a creare, tra il 1021 e il 1025, a nord dei Pirenei, le contee di Labourd, Bayonne e Baztán.
Il suo regno inoltre coincise con la crisi di al-Andalus, che, come riporta lo storico Rafael Altamira iniziò con la morte di Almanzor (1002) e, nonostante le vittorie riportate in battaglia, continuò con il suo successore, il figlio Abd al-Malik al-Muzaffar e, alla morte di quest'ultimo, nel 1008, si innescò una guerra civile, che in due decenni portò prima allo smembramento del califfato di Cordova, con la costituzione dei Regni di Taifa e terminò, nel 1031, con la soppressione del califfato di Cordova, sostituito da un consiglio di stato permanente.

Per cui al-Andalus non costituì un pericolo, ma gli permise ampliamenti territoriali.
Nel 1010, comunque prima del giugno 1011, sposò Munia in quanto il documento n° 79 del Cartulario de San Millán de la Cogolla li cita come marito e moglie (Sancius rex una cum coniux mea Mumadonna regina), la figlia del conte di Castiglia Sancho Garcés, e di Urraca Gomez, come conferma la Crónica Latina de los reyes de Castilla, avviando un periodo di buon vicinato con la contea di Castiglia, che portò, nel 1016, a fissare correttamente le frontiere tra i due stati.
Nel 1017 il Conte di Ribagorza Guglielmo venne assassinato dagli abitanti della Val d'Aran, siccome Guglielmo non aveva discendenza la contea passò alla cugina Mayor, che già la governava in parte, assieme al marito, Raimondo III di Pallars Jussà; ma, dopo che Mayor era stata ripudiata dal marito, aveva designato come sua erede Munia, per cui Sancho III il Grande reclamò la contea per la moglie innescando una disputa, che portò nel 1018 all'occupazione e all'annessione al regno di Pamplona della contea di Ribagorza; anche il Fragmentum historicum, Ex cartulario Alaonis, España Sagrada XLVI, tratado XXXVI, riporta questo avvenimento.

Anche la contea di Sobrarbe avrebbe dovuto appartenere a Mayor, ma era stata conquistata da al-Andalus; quindi approfittando delle difficoltà in cui si trovava il califfato, facendo valere i suoi diritti di successione, riuscì a impadronirsi di tutti i territori della contea tra il 1018 e il 1025.
Nello stesso anno (1017), alla morte del suocero Sancho Garcés, divenne conte di Castiglia suo cognato, García Sánchez, che era ancora un bambino; Sancho, allora fu nominato tutore del piccolo conte di Castiglia.

Alfonso V, re di León, cercò di approfittare della situazione, occupando alcune terre tra i fiumi Cea e Pisuerga, della contea di Castiglia, ma Sancho reagì respingendo i leonesi.
Nel 1022, secondo la Collecion diplomatica de la cathedral de Pamplona, Sancho III e la moglie, Munia, introdussero la regola di San Benedetto nel Monastero di Leire.

Nel 1024, secondo il Cartulario de Albelda, Sancho III e la moglie, Munia, fecero due donazioni:
- una a maggio[22], e
- una a dicembre[23].

Nello stesso tempo però cercò di trovare un accordo con il re di León; l'accordo fu trovato, nel 1027, con il programmato matrimonio tra il conte di Castiglia e la figlia del re di León, Sancha.

La penisola iberica, nel 1030.

Nel 1029, però quando il conte di Castiglia, Garcia, si recò a León per il matrimonio, fu ucciso all'uscita dal palazzo reale di León, dove si era recato per conoscere la sua promessa sposa, l'infanta Sancha, e si sospettò che i mandanti fossero i figli dei nobili castigliani che, da tempo, erano stati esiliati con le famiglie in quella città.

La contea passò allora alla sorella di García, Munia, moglie di Sancho, il quale la governò (in pratica la incorporò nel regno di Pamplona) assieme alla moglie sino al 1032, quando Munia si ritirò e Sancho fu incoronato conte di Castiglia a patto che alla sua morte la contea di Castiglia tornasse a essere indipendente dal regno di Navarra.

La guerra contro il León riprese contro Bermudo III, che nel frattempo era succeduto al padre Alfonso V, con la conquista nel León delle terre nella regione di Palencia fino a che, con un nuovo accordo matrimoniale, Ferdinando, il primogenito di Sancho e Munia, sposò la sorella di Bermudo, Sancha, già promessa al defunto Garcia di Castiglia, e nel 1032 fu siglata la pace.

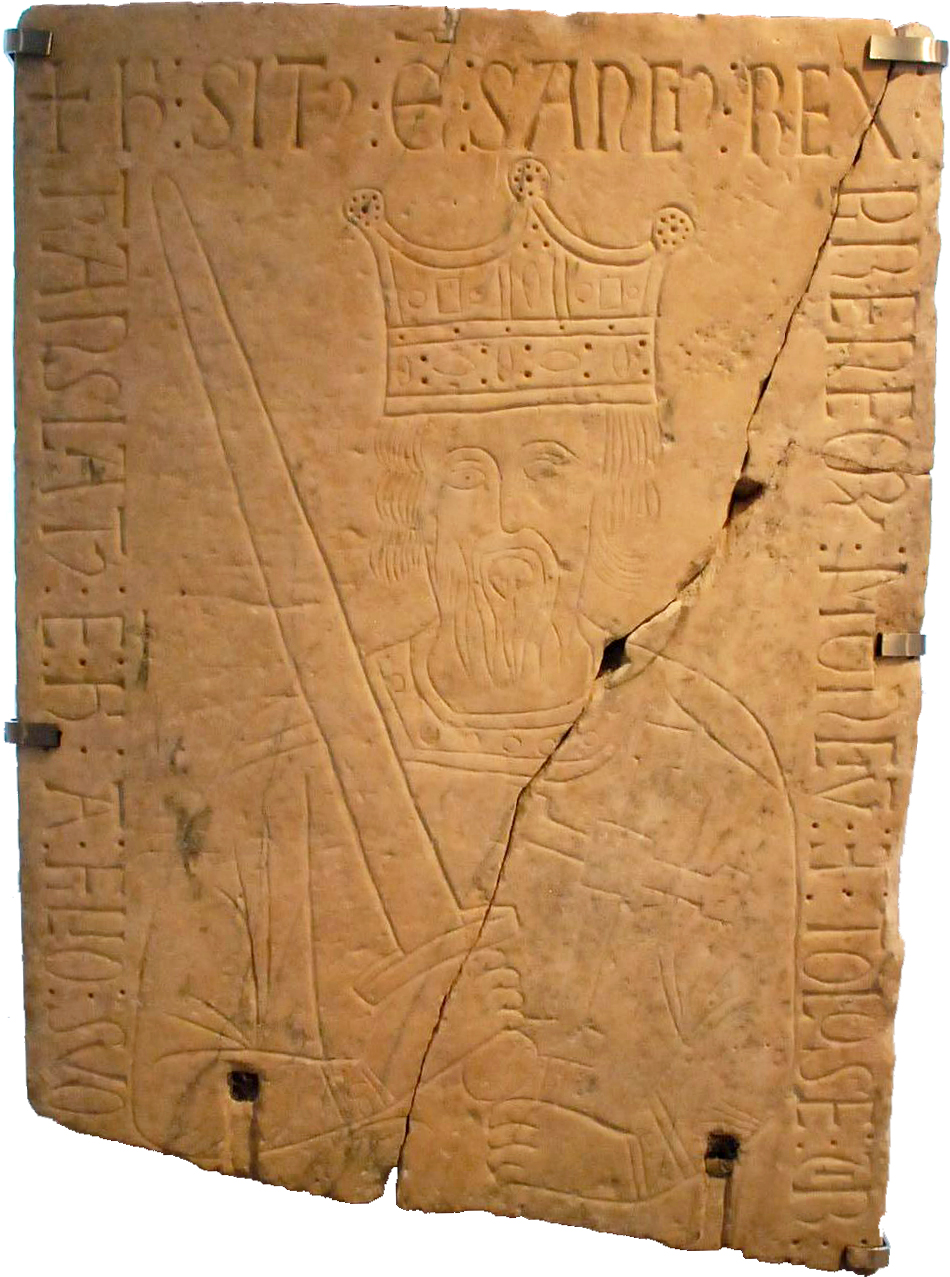
Pietra tombale di Sancho III il Grande. Museo di León.

Nel 1030 circa, secondo la Collecion diplomatica de la cathedral de Pamplona, Sancho III e la moglie, Munia, fecero una donazione al Monastero di Leire.
Nel 1032, alla morte senza eredi maschi del duca di Guascogna Sancho VI, figlio di Guglielmo I di Guascogna, Sancho avanzò le sue pretese sui territori della Guascogna, tra i Pirenei e la Garonna, perché la popolazione era di origine basca, come quella della Navarra, ma il duca di Aquitania Guglielmo V, marito di Brisca di Guascogna, figlia di Sancho VI, accampò i diritti di suo figlio Oddone, che divenne così Oddone II di Guascogna.
Dopo che, nonostante il nuovo matrimonio, la contesa con il León fu ripresa con la conquista di Zamora, Sancho nel 1034 occupò Astorga e la stessa León, capitale del regno, costringendo Bermudo a rifugiarsi in Galizia. Sancho III governò quindi anche il regno di León, per grazia di Dio.

Il regno di Pamplona alla morte di Sancho III il Grande (1035).

Quindi aveva riunito la quasi totalità della cristianità in un unico stato che si estendeva, a nord del fiume Duero, dalla Galizia alla contea di Barcellona e comprendeva: il regno di Navarra, la contea di Aragona, le contee di Sobrarbe e Ribagorza, la contea di Castiglia e il regno di León.

Dal 1034 Sancho si fece chiamare Imperator Totus Hispaniae, come riporta La web de las biografias e con questo titolo batté moneta.
Sancho si adoperò anche per aprire la Spagna all'influenza europea, appoggiando la riforma di Cluny (come conferma il documento n° 2891 del Recueil des chartes de l'abbaye de Cluny, tome IV) e i pellegrinaggi a Santiago di Compostela, come riporta la Gran enciclopedia catalana.
Sancho III, secondo il Chronicon Burgense, morì nel 1035, nella Bureba, dividendo il suo "impero" tra i quattro figli maschi che gli sopravvissero:
- a Ferdinando la Castiglia e parte del León;
- a García la Navarra;
- a Gonzalo le contee di Sobrarbe e Ribagorza;
- a Ramiro, il bastardo, l'Aragona[31].

Sancho III, secondo il codice di Roda, fu tumulato nel Monastero di San Salvador a Oña, traslato poi, secondo lo storico, Szabolcs de Vajay. nella Real Basílica di Sant'Isidoro di Leon.

## Discendenza

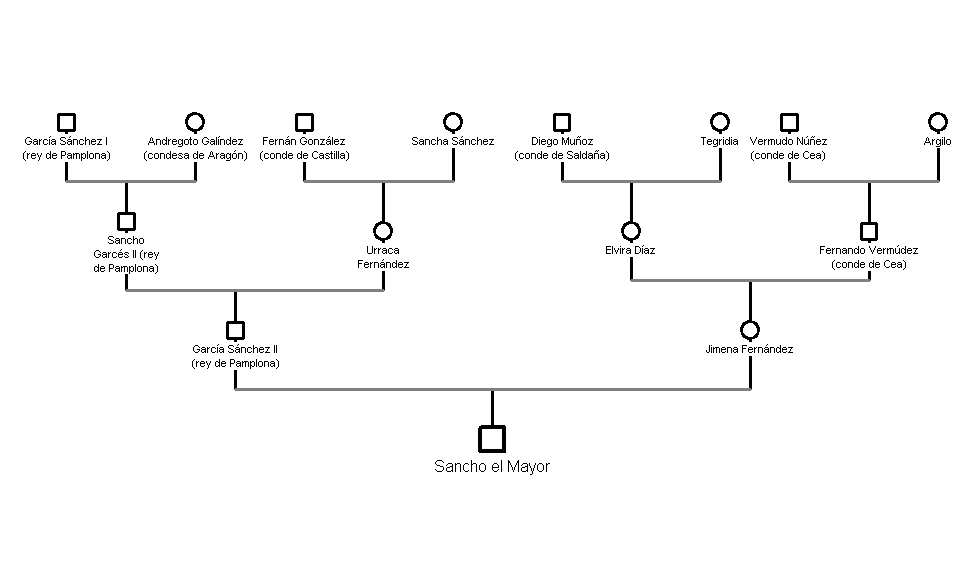
Albero genealogico di Sancho III il Grande.

Munia a Sancho III diede sette figli, cinque maschi e due femmine:
- Garcia Sanchez (circa 1010-1054), re di Navarra[33].
- Ferdinando Sanchez (circa 1016-1063), re di Castiglia e León, come confermato dal capitolo n° XXXVI del libro XLVI della España sagrada. 46, De las santas iglesias de Lérida, Roda y Barbastro[34]
- Gonzalo Sanchez (circa 1018 -1045), conte di Sobrarbe e Ribagorza[34]
- Bernardo Sanchez di Navarra (?-1024), morto giovane[35]
- Ramiro Sanchez di Navarra (?-1020), morto giovane[35]
- Mayor Sanchez (circa 1015- prima del 1044), che secondo lo storico Justo Pérez de Urbel, verso il 1037, sarebbe stata la prima moglie del conte di Tolosa, Ponzio II[34]. I cronisti francesi la chiamano Majorie
- Jimena Sanchez (circa 1020-1062), che, dal 1034, fu la terza moglie del re di León Bermudo III, che dopo essere rimasta vedova, nel 1037, si fece suora.

Da una sua amante, Sancha d'Aybar (995-27 ottobre 1070/1076), Sancho ebbe un figlio illegittimo:
- Ramiro Sánchez (circa 1015-1063), primo re di Aragona[35].

## Ascendenza
|                              |   |                           | Genitori                    |  |  | Nonni |  |  | Bisnonni                    |  |  | Trisnonni                  |  |
|                              |   |                           |                             |  |  |       |  |  | García I Sánchez di Navarra |  |  | Sancho I Garcés di Navarra |  |
|                              |   |                           |                             |  |  |       |  |  | García I Sánchez di Navarra |  |  | Sancho I Garcés di Navarra |  |
|                              |   | Toda di Navarra           |                             |  |  |       |  |  | García I Sánchez di Navarra |  |  |                            |  |
| Sancho II Garcés di Navarra  |   |                           |                             |  |  |       |  |  | García I Sánchez di Navarra |  |  |                            |  |
|                              |   | Andregoto Galíndez        | Galindo III d'Aragona       |  |  |       |  |  |                             |  |  |                            |  |
|                              |   | Andregoto Galíndez        | Galindo III d'Aragona       |  |  |       |  |  |                             |  |  |                            |  |
|                              |   | Andregoto Galíndez        | Sancha di Navarra           |  |  |       |  |  |                             |  |  |                            |  |
| García II Sánchez di Navarra |   | Andregoto Galíndez        |                             |  |  |       |  |  |                             |  |  |                            |  |
|                              |   | Ferdinando Gonzales       | Gonzalo Fernández de Burgos |  |  |       |  |  |                             |  |  |                            |  |
|                              |   | Ferdinando Gonzales       | Gonzalo Fernández de Burgos |  |  |       |  |  |                             |  |  |                            |  |
|                              |   | Ferdinando Gonzales       | Muniadomna di Lara          |  |  |       |  |  |                             |  |  |                            |  |
| Urraca di Castiglia          |   | Ferdinando Gonzales       |                             |  |  |       |  |  |                             |  |  |                            |  |
|                              |   | Sancha Sánchez di Navarra | Sancho I Garcés di Navarra  |  |  |       |  |  |                             |  |  |                            |  |
|                              |   | Sancha Sánchez di Navarra | Sancho I Garcés di Navarra  |  |  |       |  |  |                             |  |  |                            |  |
|                              |   | Sancha Sánchez di Navarra | Toda di Navarra             |  |  |       |  |  |                             |  |  |                            |  |
| Sancho III Garcés di Navarra |   | Sancha Sánchez di Navarra |                             |  |  |       |  |  |                             |  |  |                            |  |
|                              | … | …                         |                             |  |  |       |  |  |                             |  |  |                            |  |
|                              | … | …                         |                             |  |  |       |  |  |                             |  |  |                            |  |
|                              | … | …                         |                             |  |  |       |  |  |                             |  |  |                            |  |
| Fernando Bermúdez            | … |                           |                             |  |  |       |  |  |                             |  |  |                            |  |
|                              |   | …                         | …                           |  |  |       |  |  |                             |  |  |                            |  |
|                              |   | …                         | …                           |  |  |       |  |  |                             |  |  |                            |  |
|                              |   | …                         | …                           |  |  |       |  |  |                             |  |  |                            |  |
| Jimena Fernández             |   | …                         |                             |  |  |       |  |  |                             |  |  |                            |  |
|                              |   | …                         | …                           |  |  |       |  |  |                             |  |  |                            |  |
|                              |   | …                         | …                           |  |  |       |  |  |                             |  |  |                            |  |
|                              |   | …                         | …                           |  |  |       |  |  |                             |  |  |                            |  |
| Elvira                       |   | …                         |                             |  |  |       |  |  |                             |  |  |                            |  |
|                              |   | …                         | …                           |  |  |       |  |  |                             |  |  |                            |  |
|                              |   | …                         | …                           |  |  |       |  |  |                             |  |  |                            |  |
|                              |   | …                         | …                           |  |  |       |  |  |                             |  |  |                            |  |
|                              |   | …                         |                             |  |  |       |  |  |                             |  |  |                            |  |

### Fonti primarie
- (LA)  Textos navarros del Códice de Roda Archiviato il 31 gennaio 2021 in Internet Archive..
- (LA)  España sagrada, Volume 66.
- (LA)  España sagrada, Volume 23.
- (LA)  España sagrada, Volume 46.
- (LA)  #ES Cartulario de San Millán de la Cogolla Archiviato il 27 febbraio 2023 in Internet Archive..
- (LA)  https://www.mgh-bibliothek.de/dokumente/b/b033335+0001.pdf[collegamento interrotto].
- (LA)  #ES Cartulario del Monasterio de Eslonza.
- (LA)  #ES Cartulario de Albelda Archiviato il 16 dicembre 2023 in Internet Archive..
- (LA)  Chartes de l'abbaye de Cluny, tome 4

### Letteratura storiografica
- Rafael Altamira, Il califfato occidentale, in L’espansione islamica e la nascita dell’Europa feudale, collana «Storia del mondo medievale», II volume, 1999  [1979],  pp. 477-515, SBN RAV0065639.
- BIBLIOTECA DE ESCRITORES ARAGONESES PUBBLICADA POR LA EXCMA. DIPUTACION PROVINCIAL DE ZARAGOZA. SEGGION HISTORICO-DOCTRINALE - Tomo III – Comentarios de las Cosas de Aragon – OBRA ESCRITA EN LATIN POR JERONIMO DE BLANCAS, CRONISTA DEL REINO, Y TRADUCIDA AL CASTELLANO POR EL P. MANUEL HERNANDEZ, DE LAS ESCUELAS PIAS - ZARAGOZA – IMPRENTA DEL HOSPICIO PROVINCIAL - 1878.
- (FR)  (LA)  La Vasconie.
- (ES)  Crónica Latina de los reyes de Castilla.